# Hester Ford
Hester Ford (Lancaster, 15 agosto 1905 – Charlotte, 17 aprile 2021) è stata una supercentenaria statunitense di 115 anni e 245 giorni.
È stata decana degli Stati Uniti dal 23 novembre 2019, data della morte di Alelia Murphy, fino alla sua stessa morte, il 17 aprile 2021.

## Biografia
Hester Ford è nata il 15 agosto 1905 a Lancaster, in Carolina del Sud, negli Stati Uniti da Peter e Frances McCardell. Lavorava in una fattoria dove piantava, raccoglieva cotone, arava il campo e tagliava la legna. Ha sposato John Ford il 12 marzo 1921, quando aveva 15 anni, ed ebbero 12 figli (otto femmine e quattro maschi).
Qualche tempo dopo si trasferì a Charlotte, nella Carolina del Nord, nel 1953, dove lavorò come tata. Suo marito morì all'età di 57 anni nel 1963.
Era una devota cristiana e trascorse molti anni facendo volontariato nella sua chiesa locale. Infatti, in un'intervista, all'età di 109 anni, ha attribuito la sua longevità alla fede in Dio, dicendo "ringrazio Dio per tutto". Non poteva più frequentare la chiesa a causa della salute cagionevole nei suoi ultimi anni, ma era ancora in grado di guardare la televisione.
Nei suoi ultimi anni soffriva di demenza senile, ma riusciva ancora a ricordare a memoria i versetti della Bibbia. Il numero di discendenti che ha è incerto. Si pensa abbia fino a 68 nipoti e 126 pronipoti. Tuttavia, le fonti variano per quanto riguarda i numeri precisi.
Hester Ford è morta a Charlotte, nella Carolina del Nord, il 17 aprile 2021, all'età di 115 anni e 245 giorni. Era una delle ultime tre persone viventi al mondo nate nell'anno 1905, insieme a Jeanne Bot e ad Antônia da Santa Cruz.